# Gematria
Gematria (Hebreeuws: גימטריה, gēmaṭriyā) is een vorm van numerologie. Het gaat om een geheime leer van kabbalisten die woorden in getallen en getallen in woorden omzetten met de bedoeling verborgen verbanden tussen verschillende begrippen te ontdekken. Hierbij gingen zij ervan uit dat een gelijke getalswaarde betekenisvol was en twee of meerdere woorden, met name de dingen waar ze naar verwezen, drager waren van gelijke (goddelijke) eigenschappen.

## Joodse mystiek
In de joodse mystiek was gematria de studie van de Hebreeuwse letters in combinatie met getallen. De methode werd gebruikt om verborgen betekenissen te ontdekken in Hebreeuwse woorden. Belangrijke woorden konden systematisch worden omgezet in getallen en gekoppeld aan andere woorden met dezelfde getalswaarde, die vervolgens werden beschouwd als commentaar op de oorspronkelijke woorden. Dit soort numerologie werd ook gebruikt met het Griekse alfabet.

## Modern occultisme
Sommige moderne occultisten passen gematria toe op de tarotkaarten, waarbij ze de 22 troeven van de Grote Arcana verbinden met de Hebreeuwse letters, een praktijk voorgesteld door de Franse occultist Eliphas Levi.
Gematria werd ook een integraal onderdeel van de moderne ceremoniële magie binnen de Hermetische Orde van de Golden Dawn en in de magie van Aleister Crowley. 